# Karwowo (powiat kolneński)

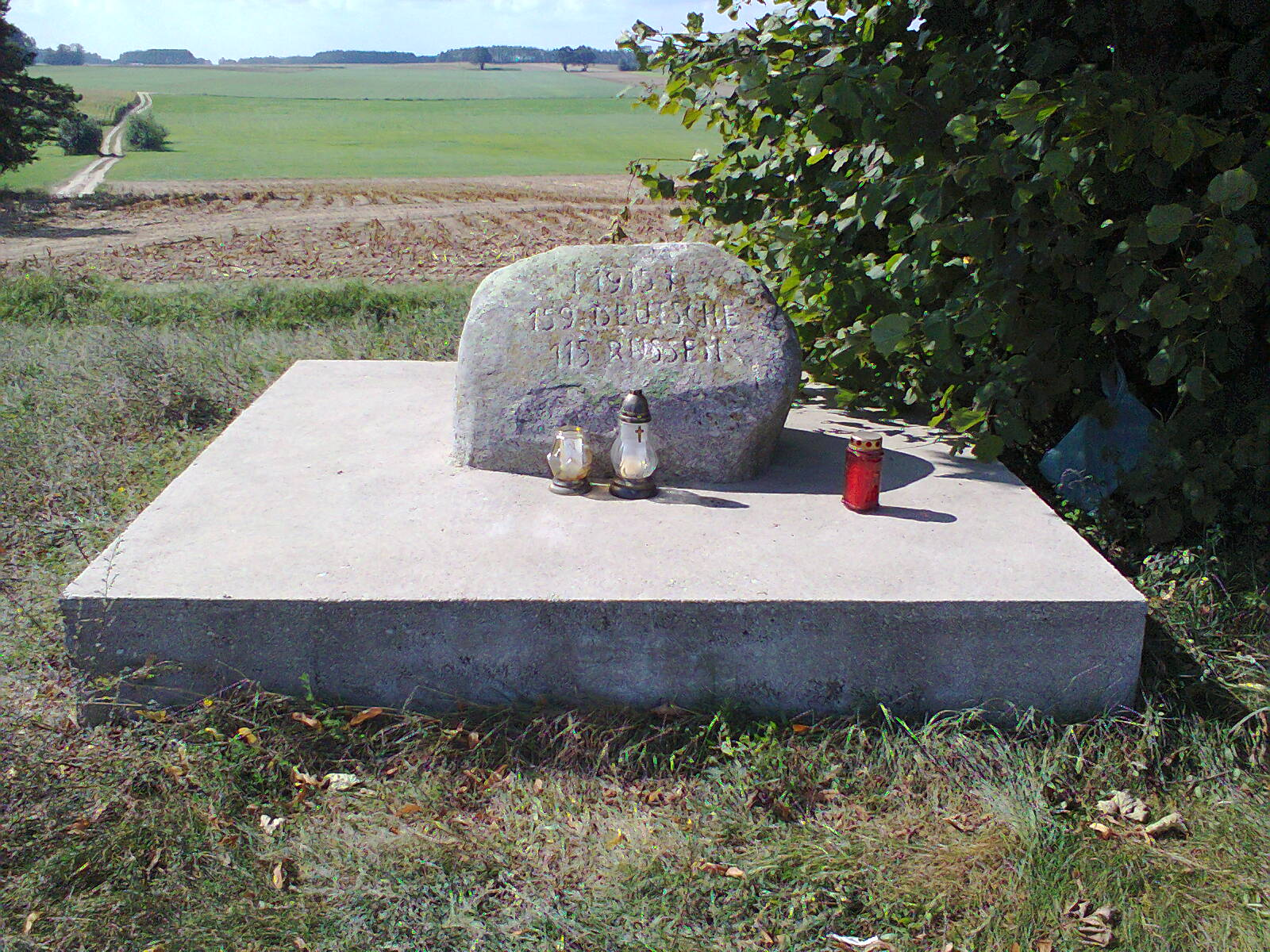
Cmentarz żołnierzy niemieckich i rosyjskich z czasów I wojny światowej w Karwowie

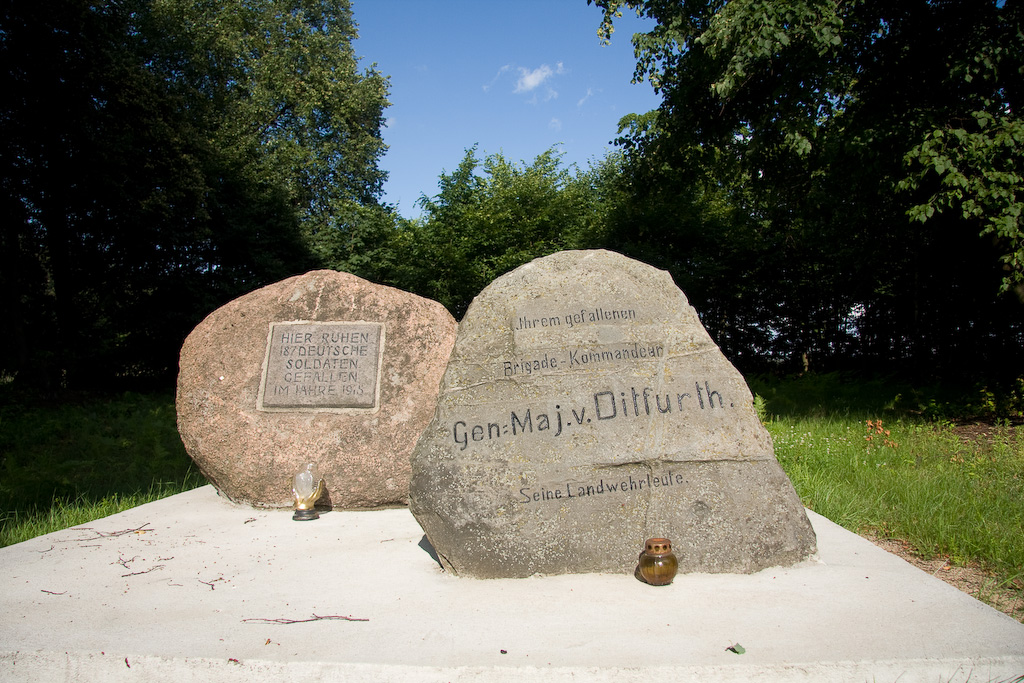
Cmentarz wojenny z I wojny światowej

Karwowo – wieś w Polsce położona w województwie podlaskim, w powiecie kolneńskim, w gminie Stawiski.
W latach 1975–1998 miejscowość należała administracyjnie do województwa łomżyńskiego.
W miejscowości znajduje się zabytkowy cmentarz wojenny z I wojny światowej, nr rej.: 272 z 10 marca 1987.
Wierni kościoła rzymskokatolickiego należą do parafii św. Antoniego Padewskiego w Stawiskach.